# 巴尔卡洛斯
巴尔卡洛斯（西班牙語：Valcarlos）是西班牙納瓦拉的一个市镇。总面积45平方公里，总人口427人（2001年），人口密度9人/平方公里。